# Javier de Pedro
Francisco Javier De Pedro Falque (Logroño, 4 de agosto de 1973) é um ex-futebolista profissional espanhol. 

## Carreira
Marcou época na Real Sociedad, na surpreendente campanha em que a equipe foi vice-campeã espanhola na temporada 2002/03, fazendo frente ao galáctico Real Madrid. Era o cobrador de bolas paradas da equipe de San Sebastian. 
Fez parte do elenco da Seleção Espanhola de Futebol que disputou a copa de 2002, atuando em quatro partidas. 